# Petrus Dahlborg
Petrus Dahlborg (under studieåren Cuprimontanus), född 1673 i Falun, död 14 juli 1723 i Stora Tuna socken, var en svensk präst.

## Biografi
Petrus Dahlborg var son till rådmannen och inspektorn Eric Dahlborg och Anna Elfvia, dotter till Petrus Laurentii Sudermannus. Han inskrevs 30 maj 1685 vid Västmanlands-Dala nation i Uppsala och fungerade under sina studier som nationens kurator 1695–1696. Efter prästvigning 1704 blev han samma år extraordinarie hovpredikant hos drottning Hedvig Eleonora och pastor över överste Hamiltons garnisonsregemente i Stockholm. 1705 blev han ordinarie hovpredikant. 1707 utsågs han till kyrkoherde i Stora Tuna, en tjänst han tillträdde 1709, samma år som han blev kontraktsprost. Han utsågs senare till domprost i Västerås och kyrkoherde i Storkyrkoförsamlingen i Stockholm, men övertalades av församlingsborna att stanna i Stora Tuna. Petrus Dahlborg var riksdagsledamot vid riksdagarna 1710, 1713, 1719 och 1720.